# Bangsia
Bangsia (лат.) — род воробьиных птиц из семейства танагровых. Назван в честь американского зоолога Аутрама Бэнгса.

## Таксономия
Молекулярное филогенетическое исследование, опубликованное в 2014 году, установило, что род Bangsia является сестринским для рода Wetmorethraupis, который содержит всего один вид — Wetmorethraupis sterrhopteron.

## Распространение
Обитают в Неотропике, во влажных лесах на территории Колумбии, Эквадора, Панамы и Коста-Рики.

## Описание
Длина тела составляет 14,5—16 см.

## Биология
Питаются фруктами, членистоногими.

## Список видов
В состав рода включают шесть видов птиц:
- Bangsia arcaei — Сине-золотая короткоклювая танагра — типовой вид.
- Bangsia melanochlamys — Чёрно-золотая короткоклювая танагра
- Bangsia rothschildi — Золотогрудая короткоклювая танагра
- Bangsia edwardsi — Зеленоспинная короткоклювая танагра
- Bangsia aureocincta — Золотогалстучная короткоклювая танагра
- Bangsia flavovirens — Чернолобая жёлто-зелёная кустарниковая танагра